# Malesh - Lascia che sia
Malesh - Lascia che sia è un film italiano del 1993, diretto da Angelo Cannavacciuolo.

## Trama
Film d'esordio di Angelo Cannavacciuolo,  narra storie semplici, ambientate in una Napoli lontana dai soliti stereotipi e luoghi comuni.